# Harry Ryan
Harry Edgar Ryan (St. Pancras, 21 de noviembre de 1893-Ealing, 14 de abril de 1961) fue un deportista británico que compitió en ciclismo en la modalidad de pista.
Participó en los Juegos Olímpicos de Amberes 1920, obteniendo dos medallas, oro en la prueba de tándem y bronce en velocidad individual. Ganó una medalla de plata en el Campeonato Mundial de Ciclismo en Pista de 1913.

## Medallero internacional
| Juegos Olímpicos   | Juegos Olímpicos   | Juegos Olímpicos  | Juegos Olímpicos         |
| Año                | Lugar              | Medalla           | Competición              |
| ------------------ | ------------------ | ----------------- | ------------------------ |
| 1920               | Amberes (Bélgica)  | Medalla de oro    | Tándem                   |
| 1920               | Amberes (Bélgica)  | Medalla de bronce | Velocidad individual     |
| Campeonato Mundial |                    |                   |                          |
| Año                | Lugar              | Medalla           | Competición              |
| 1913               | Leipzig (Alemania) | Medalla de plata  | Velocidad individual (A) |